# Volta à Romandia de 2017
A 71.ª edição da Volta à Romandia, foi uma carreira de ciclismo de estrada por etapas que se celebrou entre 25 e 30 de abril de 2017 na Suíça sobre um percurso de 707,6 quilómetros com início na cidade de Aigle na comuna suíça do cantão de Vaud, e final na cidade Lausana.
A carreira fez parte ao UCI World Tour de 2017, sendo a décima nona competição do calendário de máxima categoria mundial.
A carreira foi vencida pelo corredor australiano Richie Porte da equipa BMC Racing Team, em segundo lugar Simon Yates (Orica-Scott) e em terceiro lugar Primož Roglič (LottoNL-Jumbo).

## Equipas participantes
Tomaram parte na carreira 19 equipas: 18 de categoria UCI World Tour de 2017 convidados pela organização; 1 de categoria Profissional Continental. Formando assim um pelotão de 152 ciclistas dos que acabaram 131. As equipas participantes foram:
| Equipes WorldTeam (18)- AG2R La Mondiale - Astana - Bahrain-Merida - BMC Racing Team - Bora-Hansgrohe - Cannondale-Drapac - FDJ - Lotto-Soudal - Movistar Team - Orica-Scott - Quick-Step Floors - Dimension Data - UAE Team Emirates - Katusha-Alpecin - Lotto NL-Jumbo - Sky - Team Sunweb - Trek-Segafredo Equipe profissional Continental- Wanty-Groupe Gobert |
| |

## Percorrido
A Volta à Romandia inicia o seu percurso com um prólogo de 4,8 quilómetros em Aigle no Canton de Vaud, lugar principal da sede do centro mundial de ciclismo UCI, e finaliza com uma contrarrelógio individual na cidade de Lausana. Outros inícios ou finais de etapa serão em Payerne, Leysin (porto de esqui), Champéry, Domdidier e Bulle.
| Etapa   | Data    | Percurso           | type                      | Distância (km) | Vencedor         | Líder geral   |
| ------- | ------- | ------------------ | ------------------------- | -------------- | ---------------- | ------------- |
| Prólogo | 25 abr. | Aigle – Aigle      | prólogo                   | 4,8            | Fabio Felline    | Fabio Felline |
| 1       | 26 abr. | Aigle – Champéry   | média montanha            | 173,3          | Michael Albasini | Fabio Felline |
| 2       | 27 abr. | Aigle – Bulle      | média montanha            | 136,5          | Stefan Küng      | Fabio Felline |
| 3       | 28 abr. | Payerne – Payerne  | etapa escarpada           | 187            | Elia Viviani     | Fabio Felline |
| 4       | 29 abr. | Domdidier – Leysin | alta montanha             | 163,5          | Simon Yates      | Simon Yates   |
| 5       | 30 abr. | Lausana – Lausana  | contrarrelógio individual | 17,88          | Primož Roglič    | Richie Porte  |

## Desenvolvimento da carreira

### Prologo
| \| Classificação por etapas \| Classificação por etapas \| Classificação por etapas \| Classificação por etapas \| Classificação por etapas \| \| Ciclista \| Ciclista \| Equipe \| Tempo \| \| \| ------------------------ \| ------------------------ \| ------------------------ \| ------------------------ \| ------------------------ \| \| 1. \| Fabio Felline \| Trek-Segafredo \| 5m57s \| \| \| 2. \| Alex Dowsett \| Movistar Team \| + 2s \| \| \| 3. \| Alexander Edmondson \| Orica-Scott \| + 7s \| \| \| 4. \| Maximilian Schachmann \| Quick-Step Floors \| + 8s \| \| \| 5. \| Victor Campenaerts \| LottoNL-Jumbo \| + 8s \| \| \| 6. \| Primož Roglič \| LottoNL-Jumbo \| + 9s \| \| \| 7. \| Vasil Kiryienka \| Team Sky \| + 10s \| \| \| 8. \| Tom Bohli \| BMC Racing Team \| + 10s \| \| \| 9. \| Johan Le Bon \| FDJ \| + 11s \| \| \| 10. \| Christoph Pfingsten \| Bora-Hansgrohe \| + 11s \| \| |                       |                   |       |
| |                       |                   |       |
| Fonte: ProCyclingStats |                       |                   |       |
| Classificação por etapas |                       |                   |       |
| Ciclista | Ciclista              | Equipe            | Tempo |
| 1. | Fabio Felline         | Trek-Segafredo    | 5m57s |
| 2. | Alex Dowsett          | Movistar Team     | + 2s  |
| 3. | Alexander Edmondson   | Orica-Scott       | + 7s  |
| 4. | Maximilian Schachmann | Quick-Step Floors | + 8s  |
| 5. | Victor Campenaerts    | LottoNL-Jumbo     | + 8s  |
| 6. | Primož Roglič         | LottoNL-Jumbo     | + 9s  |
| 7. | Vasil Kiryienka       | Team Sky          | + 10s |
| 8. | Tom Bohli             | BMC Racing Team   | + 10s |
| 9. | Johan Le Bon          | FDJ               | + 11s |
| 10. | Christoph Pfingsten   | Bora-Hansgrohe    | + 11s |

| \| Classificação geral \| Classificação geral \| Classificação geral \| Classificação geral \| Classificação geral \| \| Ciclista \| Ciclista \| Equipe \| Tempo \| \| \| ------------------- \| --------------------- \| ------------------- \| ------------------- \| ------------------- \| \| 1. \| Fabio Felline \| Trek-Segafredo \| 5m57s \| \| \| 2. \| Alex Dowsett \| Movistar Team \| + 2s \| \| \| 3. \| Alexander Edmondson \| Orica-Scott \| + 7s \| \| \| 4. \| Maximilian Schachmann \| Quick-Step Floors \| + 8s \| \| \| 5. \| Victor Campenaerts \| LottoNL-Jumbo \| + 8s \| \| \| 6. \| Primož Roglič \| LottoNL-Jumbo \| + 9s \| \| \| 7. \| Vasil Kiryienka \| Team Sky \| + 10s \| \| \| 8. \| Tom Bohli \| BMC Racing Team \| + 10s \| \| \| 9. \| Johan Le Bon \| FDJ \| + 11s \| \| \| 10. \| Christoph Pfingsten \| Bora-Hansgrohe \| + 11s \| \| |                       |                   |       |
| |                       |                   |       |
| Fonte: ProCyclingStats |                       |                   |       |
| Classificação geral |                       |                   |       |
| Ciclista | Ciclista              | Equipe            | Tempo |
| 1. | Fabio Felline         | Trek-Segafredo    | 5m57s |
| 2. | Alex Dowsett          | Movistar Team     | + 2s  |
| 3. | Alexander Edmondson   | Orica-Scott       | + 7s  |
| 4. | Maximilian Schachmann | Quick-Step Floors | + 8s  |
| 5. | Victor Campenaerts    | LottoNL-Jumbo     | + 8s  |
| 6. | Primož Roglič         | LottoNL-Jumbo     | + 9s  |
| 7. | Vasil Kiryienka       | Team Sky          | + 10s |
| 8. | Tom Bohli             | BMC Racing Team   | + 10s |
| 9. | Johan Le Bon          | FDJ               | + 11s |
| 10. | Christoph Pfingsten   | Bora-Hansgrohe    | + 11s |

### Etapa 1
| \| Classificação por etapas \| Classificação por etapas \| Classificação por etapas \| Classificação por etapas \| Classificação por etapas \| \| Ciclista \| Ciclista \| Equipe \| Tempo \| \| \| ------------------------ \| ------------------------ \| ------------------------ \| ------------------------ \| ------------------------ \| \| 1. \| Michael Albasini \| Orica-Scott \| 4h33m10s \| \| \| 2. \| Diego Ulissi \| UAE Team Emirates \| + 0s \| \| \| 3. \| Jesús Herrada \| Movistar Team \| + 0s \| \| \| 4. \| Natnael Berhane \| Dimension Data \| + 0s \| \| \| 5. \| Chris Froome \| Team Sky \| + 0s \| \| \| 6. \| Pello Bilbao \| Astana \| + 0s \| \| \| 7. \| Wilco Kelderman \| Team Sunweb \| + 0s \| \| \| 8. \| David de la Cruz \| Quick-Step Floors \| + 0s \| \| \| 9. \| Richard Carapaz \| Movistar Team \| + 0s \| \| \| 10. \| Pierre Latour \| AG2R La Mondiale \| + 0s \| \| |                  |                   |          |
| |                  |                   |          |
| Fonte: ProCyclingStats |                  |                   |          |
| Classificação por etapas |                  |                   |          |
| Ciclista | Ciclista         | Equipe            | Tempo    |
| 1. | Michael Albasini | Orica-Scott       | 4h33m10s |
| 2. | Diego Ulissi     | UAE Team Emirates | + 0s     |
| 3. | Jesús Herrada    | Movistar Team     | + 0s     |
| 4. | Natnael Berhane  | Dimension Data    | + 0s     |
| 5. | Chris Froome     | Team Sky          | + 0s     |
| 6. | Pello Bilbao     | Astana            | + 0s     |
| 7. | Wilco Kelderman  | Team Sunweb       | + 0s     |
| 8. | David de la Cruz | Quick-Step Floors | + 0s     |
| 9. | Richard Carapaz  | Movistar Team     | + 0s     |
| 10. | Pierre Latour    | AG2R La Mondiale  | + 0s     |

| \| Classificação geral \| Classificação geral \| Classificação geral \| Classificação geral \| Classificação geral \| \| Ciclista \| Ciclista \| Equipe \| Tempo \| \| \| ------------------- \| --------------------- \| ------------------- \| ------------------- \| ------------------- \| \| 1. \| Fabio Felline \| Trek-Segafredo \| 4h39m07s \| \| \| 2. \| Maximilian Schachmann \| Quick-Step Floors \| + 8s \| \| \| 3. \| Jesús Herrada \| Movistar Team \| + 8s \| \| \| 4. \| Primož Roglič \| LottoNL-Jumbo \| + 9s \| \| \| 5. \| Ion Izagirre \| Bahrain-Merida \| + 12s \| \| \| 6. \| Bob Jungels \| Quick-Step Floors \| + 12s \| \| \| 7. \| José Gonçalves \| Katusha-Alpecin \| + 13s \| \| \| 8. \| Rubén Fernández \| Movistar Team \| + 13s \| \| \| 9. \| Michael Albasini \| Orica-Scott \| + 14s \| \| \| 10. \| Jonathan Castroviejo \| Movistar Team \| + 14s \| \| |                       |                   |          |
| |                       |                   |          |
| Fonte: ProCyclingStats |                       |                   |          |
| Classificação geral |                       |                   |          |
| Ciclista | Ciclista              | Equipe            | Tempo    |
| 1. | Fabio Felline         | Trek-Segafredo    | 4h39m07s |
| 2. | Maximilian Schachmann | Quick-Step Floors | + 8s     |
| 3. | Jesús Herrada         | Movistar Team     | + 8s     |
| 4. | Primož Roglič         | LottoNL-Jumbo     | + 9s     |
| 5. | Ion Izagirre          | Bahrain-Merida    | + 12s    |
| 6. | Bob Jungels           | Quick-Step Floors | + 12s    |
| 7. | José Gonçalves        | Katusha-Alpecin   | + 13s    |
| 8. | Rubén Fernández       | Movistar Team     | + 13s    |
| 9. | Michael Albasini      | Orica-Scott       | + 14s    |
| 10. | Jonathan Castroviejo  | Movistar Team     | + 14s    |

### Etapa 2
| \| Classificação por etapas \| Classificação por etapas \| Classificação por etapas \| Classificação por etapas \| Classificação por etapas \| \| Ciclista \| Ciclista \| Equipe \| Tempo \| \| \| ------------------------ \| ------------------------ \| ------------------------ \| ------------------------ \| ------------------------ \| \| 1. \| Stefan Küng \| BMC Racing Team \| 3h33m15s \| \| \| 2. \| Andriy Hrivko \| Astana \| + 0s \| \| \| 3. \| Sonny Colbrelli \| Bahrain-Merida \| + 20s \| \| \| 4. \| Alexander Edmondson \| Orica-Scott \| + 20s \| \| \| 5. \| Ben Swift \| UAE Team Emirates \| + 20s \| \| \| 6. \| Fabio Felline \| Trek-Segafredo \| + 20s \| \| \| 7. \| Tosh Van der Sande \| Lotto-Soudal \| + 20s \| \| \| 8. \| Jarlinson Pantano \| Trek-Segafredo \| + 20s \| \| \| 9. \| Diego Ulissi \| UAE Team Emirates \| + 20s \| \| \| 10. \| Maximiliano Richeze \| Quick-Step Floors \| + 20s \| \| |                     |                   |          |
| |                     |                   |          |
| Fonte: ProCyclingStats |                     |                   |          |
| Classificação por etapas |                     |                   |          |
| Ciclista | Ciclista            | Equipe            | Tempo    |
| 1. | Stefan Küng         | BMC Racing Team   | 3h33m15s |
| 2. | Andriy Hrivko       | Astana            | + 0s     |
| 3. | Sonny Colbrelli     | Bahrain-Merida    | + 20s    |
| 4. | Alexander Edmondson | Orica-Scott       | + 20s    |
| 5. | Ben Swift           | UAE Team Emirates | + 20s    |
| 6. | Fabio Felline       | Trek-Segafredo    | + 20s    |
| 7. | Tosh Van der Sande  | Lotto-Soudal      | + 20s    |
| 8. | Jarlinson Pantano   | Trek-Segafredo    | + 20s    |
| 9. | Diego Ulissi        | UAE Team Emirates | + 20s    |
| 10. | Maximiliano Richeze | Quick-Step Floors | + 20s    |

| \| Classificação geral \| Classificação geral \| Classificação geral \| Classificação geral \| Classificação geral \| \| Ciclista \| Ciclista \| Equipe \| Tempo \| \| \| ------------------- \| --------------------- \| ------------------- \| ------------------- \| ------------------- \| \| 1. \| Fabio Felline \| Trek-Segafredo \| 8h12m42s \| \| \| 2. \| Maximilian Schachmann \| Quick-Step Floors \| + 8s \| \| \| 3. \| Jesús Herrada \| Movistar Team \| + 8s \| \| \| 4. \| Primož Roglič \| LottoNL-Jumbo \| + 9s \| \| \| 5. \| Ion Izagirre \| Bahrain-Merida \| + 12s \| \| \| 6. \| Bob Jungels \| Quick-Step Floors \| + 12s \| \| \| 7. \| José Gonçalves \| Katusha-Alpecin \| + 13s \| \| \| 8. \| Rubén Fernández \| Movistar Team \| + 13s \| \| \| 9. \| Michael Albasini \| Orica-Scott \| + 14s \| \| \| 10. \| Jonathan Castroviejo \| Movistar Team \| + 14s \| \| |                       |                   |          |
| |                       |                   |          |
| Fonte: ProCyclingStats |                       |                   |          |
| Classificação geral |                       |                   |          |
| Ciclista | Ciclista              | Equipe            | Tempo    |
| 1. | Fabio Felline         | Trek-Segafredo    | 8h12m42s |
| 2. | Maximilian Schachmann | Quick-Step Floors | + 8s     |
| 3. | Jesús Herrada         | Movistar Team     | + 8s     |
| 4. | Primož Roglič         | LottoNL-Jumbo     | + 9s     |
| 5. | Ion Izagirre          | Bahrain-Merida    | + 12s    |
| 6. | Bob Jungels           | Quick-Step Floors | + 12s    |
| 7. | José Gonçalves        | Katusha-Alpecin   | + 13s    |
| 8. | Rubén Fernández       | Movistar Team     | + 13s    |
| 9. | Michael Albasini      | Orica-Scott       | + 14s    |
| 10. | Jonathan Castroviejo  | Movistar Team     | + 14s    |

### Etapa 3
| \| Classificação por etapas \| Classificação por etapas \| Classificação por etapas \| Classificação por etapas \| Classificação por etapas \| \| Ciclista \| Ciclista \| Equipe \| Tempo \| \| \| ------------------------ \| ------------------------ \| ------------------------ \| ------------------------ \| ------------------------ \| \| 1. \| Elia Viviani \| Team Sky \| 4h27m42s \| \| \| 2. \| Sonny Colbrelli \| Bahrain-Merida \| + 0s \| \| \| 3. \| Michaek Schwarzmann \| Bora-Hansgrohe \| + 0s \| \| \| 4. \| Alexander Edmondson \| Orica-Scott \| + 0s \| \| \| 5. \| Samuel Dumoulin \| AG2R La Mondiale \| + 0s \| \| \| 6. \| Youcef Reguigui \| Dimension Data \| + 0s \| \| \| 7. \| Maximiliano Richeze \| Quick-Step Floors \| + 0s \| \| \| 8. \| Moreno Hofland \| Lotto-Soudal \| + 0s \| \| \| 9. \| Viacheslav Kuznetsov \| Katusha-Alpecin \| + 0s \| \| \| 10. \| Juan José Lobato \| LottoNL-Jumbo \| + 0s \| \| |                      |                   |          |
| |                      |                   |          |
| Fonte: ProCyclingStats |                      |                   |          |
| Classificação por etapas |                      |                   |          |
| Ciclista | Ciclista             | Equipe            | Tempo    |
| 1. | Elia Viviani         | Team Sky          | 4h27m42s |
| 2. | Sonny Colbrelli      | Bahrain-Merida    | + 0s     |
| 3. | Michaek Schwarzmann  | Bora-Hansgrohe    | + 0s     |
| 4. | Alexander Edmondson  | Orica-Scott       | + 0s     |
| 5. | Samuel Dumoulin      | AG2R La Mondiale  | + 0s     |
| 6. | Youcef Reguigui      | Dimension Data    | + 0s     |
| 7. | Maximiliano Richeze  | Quick-Step Floors | + 0s     |
| 8. | Moreno Hofland       | Lotto-Soudal      | + 0s     |
| 9. | Viacheslav Kuznetsov | Katusha-Alpecin   | + 0s     |
| 10. | Juan José Lobato     | LottoNL-Jumbo     | + 0s     |

| \| Classificação geral \| Classificação geral \| Classificação geral \| Classificação geral \| Classificação geral \| \| Ciclista \| Ciclista \| Equipe \| Tempo \| \| \| ------------------- \| --------------------- \| ------------------- \| ------------------- \| ------------------- \| \| 1. \| Fabio Felline \| Trek-Segafredo \| 12h40m24s \| \| \| 2. \| Maximilian Schachmann \| Quick-Step Floors \| + 8s \| \| \| 3. \| Jesús Herrada \| Movistar Team \| + 8s \| \| \| 4. \| Primož Roglič \| LottoNL-Jumbo \| + 9s \| \| \| 5. \| Ion Izagirre \| Bahrain-Merida \| + 12s \| \| \| 6. \| Bob Jungels \| Quick-Step Floors \| + 12s \| \| \| 7. \| José Gonçalves \| Katusha-Alpecin \| + 13s \| \| \| 8. \| Rubén Fernández \| Movistar Team \| + 13s \| \| \| 9. \| Michael Albasini \| Orica-Scott \| + 14s \| \| \| 10. \| Jonathan Castroviejo \| Movistar Team \| + 14s \| \| |                       |                   |           |
| |                       |                   |           |
| Fonte: ProCyclingStats |                       |                   |           |
| Classificação geral |                       |                   |           |
| Ciclista | Ciclista              | Equipe            | Tempo     |
| 1. | Fabio Felline         | Trek-Segafredo    | 12h40m24s |
| 2. | Maximilian Schachmann | Quick-Step Floors | + 8s      |
| 3. | Jesús Herrada         | Movistar Team     | + 8s      |
| 4. | Primož Roglič         | LottoNL-Jumbo     | + 9s      |
| 5. | Ion Izagirre          | Bahrain-Merida    | + 12s     |
| 6. | Bob Jungels           | Quick-Step Floors | + 12s     |
| 7. | José Gonçalves        | Katusha-Alpecin   | + 13s     |
| 8. | Rubén Fernández       | Movistar Team     | + 13s     |
| 9. | Michael Albasini      | Orica-Scott       | + 14s     |
| 10. | Jonathan Castroviejo  | Movistar Team     | + 14s     |

### Etapa 4
| \| Classificação por etapas \| Classificação por etapas \| Classificação por etapas \| Classificação por etapas \| Classificação por etapas \| \| Ciclista \| Ciclista \| Equipe \| Tempo \| \| \| ------------------------ \| ------------------------ \| ------------------------ \| ------------------------ \| ------------------------ \| \| 1. \| Simon Yates \| Orica-Scott \| 4h10m03s \| \| \| 2. \| Richie Porte \| BMC Racing Team \| + 0s \| \| \| 3. \| Emanuel Buchmann \| Bora-Hansgrohe \| + 30s \| \| \| 4. \| Tejay van Garderen \| BMC Racing Team \| + 43s \| \| \| 5. \| Rigoberto Urán \| Cannondale-Drapac \| + 52s \| \| \| 6. \| Diego Ulissi \| UAE Team Emirates \| + 52s \| \| \| 7. \| Pierre Latour \| AG2R La Mondiale \| + 52s \| \| \| 8. \| Louis Meintjes \| UAE Team Emirates \| + 52s \| \| \| 9. \| Damien Howson \| Orica-Scott \| + 52s \| \| \| 10. \| David Gaudu \| FDJ \| + 52s \| \| |                    |                   |          |
| |                    |                   |          |
| Fonte: ProCyclingStats |                    |                   |          |
| Classificação por etapas |                    |                   |          |
| Ciclista | Ciclista           | Equipe            | Tempo    |
| 1. | Simon Yates        | Orica-Scott       | 4h10m03s |
| 2. | Richie Porte       | BMC Racing Team   | + 0s     |
| 3. | Emanuel Buchmann   | Bora-Hansgrohe    | + 30s    |
| 4. | Tejay van Garderen | BMC Racing Team   | + 43s    |
| 5. | Rigoberto Urán     | Cannondale-Drapac | + 52s    |
| 6. | Diego Ulissi       | UAE Team Emirates | + 52s    |
| 7. | Pierre Latour      | AG2R La Mondiale  | + 52s    |
| 8. | Louis Meintjes     | UAE Team Emirates | + 52s    |
| 9. | Damien Howson      | Orica-Scott       | + 52s    |
| 10. | David Gaudu        | FDJ               | + 52s    |

| \| Classificação geral \| Classificação geral \| Classificação geral \| Classificação geral \| Classificação geral \| \| Ciclista \| Ciclista \| Equipe \| Tempo \| \| \| ------------------- \| ------------------- \| ------------------- \| ------------------- \| ------------------- \| \| 1. \| Simon Yates \| Orica-Scott \| 16h50m35s \| \| \| 2. \| Richie Porte \| BMC Racing Team \| + 19s \| \| \| 3. \| Emanuel Buchmann \| Bora-Hansgrohe \| + 38s \| \| \| 4. \| Fabio Felline \| Trek-Segafredo \| + 44s \| \| \| 5. \| Jesús Herrada \| Movistar Team \| + 52s \| \| \| 6. \| Primož Roglič \| LottoNL-Jumbo \| + 53s \| \| \| 7. \| Ion Izagirre \| Bahrain-Merida \| + 56s \| \| \| 8. \| Bob Jungels \| Quick-Step Floors \| + 56s \| \| \| 9. \| Diego Ulissi \| UAE Team Emirates \| + 58s \| \| \| 10. \| Damien Howson \| Orica-Scott \| + 59s \| \| |                  |                   |           |
| |                  |                   |           |
| Fonte: ProCyclingStats |                  |                   |           |
| Classificação geral |                  |                   |           |
| Ciclista | Ciclista         | Equipe            | Tempo     |
| 1. | Simon Yates      | Orica-Scott       | 16h50m35s |
| 2. | Richie Porte     | BMC Racing Team   | + 19s     |
| 3. | Emanuel Buchmann | Bora-Hansgrohe    | + 38s     |
| 4. | Fabio Felline    | Trek-Segafredo    | + 44s     |
| 5. | Jesús Herrada    | Movistar Team     | + 52s     |
| 6. | Primož Roglič    | LottoNL-Jumbo     | + 53s     |
| 7. | Ion Izagirre     | Bahrain-Merida    | + 56s     |
| 8. | Bob Jungels      | Quick-Step Floors | + 56s     |
| 9. | Diego Ulissi     | UAE Team Emirates | + 58s     |
| 10. | Damien Howson    | Orica-Scott       | + 59s     |

### Etapa 5
| \| Classificação por etapas \| Classificação por etapas \| Classificação por etapas \| Classificação por etapas \| Classificação por etapas \| \| Ciclista \| Ciclista \| Equipe \| Tempo \| \| \| ------------------------ \| ------------------------ \| ------------------------ \| ------------------------ \| ------------------------ \| \| 1. \| Primož Roglič \| LottoNL-Jumbo \| 24m58s \| \| \| 2. \| Richie Porte \| BMC Racing Team \| + 8s \| \| \| 3. \| Tejay van Garderen \| BMC Racing Team \| + 34s \| \| \| 4. \| Ion Izagirre \| Bahrain-Merida \| + 34s \| \| \| 5. \| Fabio Felline \| Trek-Segafredo \| + 34s \| \| \| 6. \| Andrey Amador \| Movistar Team \| + 35s \| \| \| 7. \| Jonathan Castroviejo \| Movistar Team \| + 41s \| \| \| 8. \| Lennard Kämna \| Team Sunweb \| + 42s \| \| \| 9. \| Chris Froome \| Team Sky \| + 46s \| \| \| 10. \| Ilnur Zakarin \| Katusha-Alpecin \| + 46s \| \| |                      |                 |        |
| |                      |                 |        |
| Fonte: ProCyclingStats |                      |                 |        |
| Classificação por etapas |                      |                 |        |
| Ciclista | Ciclista             | Equipe          | Tempo  |
| 1. | Primož Roglič        | LottoNL-Jumbo   | 24m58s |
| 2. | Richie Porte         | BMC Racing Team | + 8s   |
| 3. | Tejay van Garderen   | BMC Racing Team | + 34s  |
| 4. | Ion Izagirre         | Bahrain-Merida  | + 34s  |
| 5. | Fabio Felline        | Trek-Segafredo  | + 34s  |
| 6. | Andrey Amador        | Movistar Team   | + 35s  |
| 7. | Jonathan Castroviejo | Movistar Team   | + 41s  |
| 8. | Lennard Kämna        | Team Sunweb     | + 42s  |
| 9. | Chris Froome         | Team Sky        | + 46s  |
| 10. | Ilnur Zakarin        | Katusha-Alpecin | + 46s  |

## Classificações finais
- As classificações finalizaram da seguinte forma:[7]

### Classificação geral
| \| Classificação geral \| Classificação geral \| Classificação geral \| Classificação geral \| Classificação geral \| \| Ciclista \| Ciclista \| Equipe \| Tempo \| \| \| ------------------- \| ------------------- \| ------------------- \| ------------------- \| ------------------- \| \| 1. \| Richie Porte \| BMC Racing Team \| 17h16m00s \| \| \| 2. \| Simon Yates \| Orica-Scott \| + 21s \| \| \| 3. \| Primož Roglič \| LottoNL-Jumbo \| + 26s \| \| \| 4. \| Fabio Felline \| Trek-Segafredo \| + 51s \| \| \| 5. \| Ion Izagirre \| Bahrain-Merida \| + 1m03s \| \| \| 6. \| Tejay van Garderen \| BMC Racing Team \| + 1m16s \| \| \| 7. \| Wilco Kelderman \| Team Sunweb \| + 1m21s \| \| \| 8. \| Bob Jungels \| Quick-Step Floors \| + 1m22s \| \| \| 9. \| Jesús Herrada \| Movistar Team \| + 1m22s \| \| \| 10. \| Emanuel Buchmann \| Bora-Hansgrohe \| + 1m24s \| \| |                    |                   |           |
| |                    |                   |           |
| Fonte: ProCyclingStats |                    |                   |           |
| Classificação geral |                    |                   |           |
| Ciclista | Ciclista           | Equipe            | Tempo     |
| 1. | Richie Porte       | BMC Racing Team   | 17h16m00s |
| 2. | Simon Yates        | Orica-Scott       | + 21s     |
| 3. | Primož Roglič      | LottoNL-Jumbo     | + 26s     |
| 4. | Fabio Felline      | Trek-Segafredo    | + 51s     |
| 5. | Ion Izagirre       | Bahrain-Merida    | + 1m03s   |
| 6. | Tejay van Garderen | BMC Racing Team   | + 1m16s   |
| 7. | Wilco Kelderman    | Team Sunweb       | + 1m21s   |
| 8. | Bob Jungels        | Quick-Step Floors | + 1m22s   |
| 9. | Jesús Herrada      | Movistar Team     | + 1m22s   |
| 10. | Emanuel Buchmann   | Bora-Hansgrohe    | + 1m24s   |

## Evolução das classificações
| Etapa (Vencedor)              | Classificação geral | Classificação da montanha | Classificação por pontos | Classificação dos jovens | Classificação por equipas |
| ----------------------------- | ------------------- | ------------------------- | ------------------------ | ------------------------ | ------------------------- |
| Prólogo (Fabio Felline)       | Fabio Felline       | não se entregou           | Fabio Felline            | Alexander Edmondson      | Movistar                  |
| 1ª etapa (Michael Albasini)   | Fabio Felline       | Simon Yates               | Fabio Felline            | Maximilian Schachmann    | Movistar                  |
| 2ª etapa (Stefan Küng)        | Fabio Felline       | Sander Armée              | Stefan Küng              | Maximilian Schachmann    | Movistar                  |
| 3ª etapa (Elia Viviani)       | Fabio Felline       | Sander Armée              | Stefan Küng              | Maximilian Schachmann    | Movistar                  |
| 4ª etapa (Simon Yates)        | Simon Yates         | Sander Armée              | Stefan Küng              | Pierre Latour            | Orica-Scott               |
| 5ª etapa (CRI (Primož Roglič) | Richie Porte        | Sander Armée              | Stefan Küng              | Pierre Latour            | Movistar                  |
| Final                         | Richie Porte        | Sander Armée              | Stefan Küng              | Pierre Latour            | Movistar                  |

## UCI World Ranking
A Volta à Romandía outorga pontos para o UCI World Tour de 2017 e o UCI World Ranking, este último para corredores das equipas nas categorias UCI Pro Team, Profissional Continental e Equipas Continentais. A seguinte tabela são o barómetro de pontuação e os corredores que obtiveram pontos:
| Posição             | 1.ª | 2.ª | 3.ª | 4.ª | 5.ª | 6.ª | 7.ª | 8.ª | 9.ª | 10.ª |
| Classificação geral | 500 | 400 | 325 | 275 | 225 | 175 | 150 | 125 | 100 | 85   |
| Por etapa           | 60  | 25  | 10  |     |     |     |     |     |     |      |
| Líder               | 10  |     |     |     |     |     |     |     |     |      |

| Classificação | Classificação      | Classificação     | Classificação | Classificação | Classificação | Classificação |
| Posição       | Ciclista           | Equipa            | Geral         | Etapa         | Líder         | Total         |
| ------------- | ------------------ | ----------------- | ------------- | ------------- | ------------- | ------------- |
| 1.º           | Richie Porte       | BMC Racing        | 500           | 50            | -             | 550           |
| 2.º           | Simon Yates        | Orica-Scott       | 400           | 60            | 10            | 470           |
| 3.º           | Primož Roglič      | LottoNL-Jumbo     | 325           | 60            | -             | 385           |
| 4.º           | Fabio Felline      | Trek-Segafredo    | 275           | 60            | 40            | 375           |
| 5.º           | Íon Izagirre       | Bahrain Merida    | 225           | -             | -             | 225           |
| 6.º           | Tejay van Garderen | BMC Racing        | 175           | 10            | -             | 185           |
| 7.º           | Wilco Kelderman    | Sunweb            | 150           | -             | -             | 150           |
| 8.º           | Bob Jungels        | Quick-Step Floors | 125           | -             | -             | 125           |
| 9.º           | Jesús Herrada      | Movistar          | 100           | 10            | -             | 110           |
| 10.º          | Emanuel Buchmann   | Bora-Hansgrohe    | 85            | 10            | -             | 95            |